# Lingeer
Lingeer, även Linger eller Linguère, var en titel och ett ämbete för modern eller syster till en kung  i ett antal av sererfolkets stater, så som Sine, Saloum och Baol; och ett antal Wolofetniska stater, som Cayor, Jolof, Baol och Waalo i det förkoloniala Senegal. Ordet Lingeer kan översättas till "drottning" eller "furstinna/prinsessa" på serer- och wolof-språken.
Lingeertitelns innehavara beskrevs som den "stora furstinnan vid det kungliga hovet". Dessa monarkier använde sig av ett bilineärt arvsystem, som krävde kunglig härstamning från både moderns och faderns sida i tronföljdsordningen. 
En kung, Garmi kunde inte tillträda tronen om han inte var medlem av de regerande patrilineära adelsklanerna. 
Han kunde heller inte tillträde utan härstamning från den kungliga matrilineära, och Lingeerens härstamning på mödernet hade stor betydelse. Lingeren-drottningen var garmi-kungens medregent. 
Denna tronföljdsordning bevarades särskilt länge hos serer, som till skillnad från wolof-folket inte konverterade till islam utan behöll sererreligionen och därmed den politiska och religiösa prestige hos lingeer-titeln.